# Борисов, Александр Степанович
Александр Степанович Борисов (24 июля 1935 — 25 февраля 2005) — бригадир токарей Омского завода кислородного машиностроения Министерства химического и нефтяного машиностроения СССР, полный кавалер Ордена Трудовой Славы.

## Биография
Родился 24 июля 1935 года в городе Омске.
Трудовую деятельность начал в 1957 году токарем в ремонтно-механическом цехе Омской кордной фабрики.
Затем перешёл работать на Омский завод кислородного машиностроения (ныне НПО «Сибкриотехника»): сначала токарем с 1969 года, с 1974 года бригадиром. Общий стаж работы на этом заводе составил 34 года. Стал инициатором внедрения бригадной формы труда, что позволило увеличить выпуск продукции предприятия по государственному заказу.
Его бригада становилась неоднократным победителем социалистических соревнований. Был награждён Почётной грамотой ЦК ВЛКСМ.
Указом Президиума Верховного Совета СССР от 22 апреля 1975 года за заслуги при выполнение заданий был награждён орденом Трудовой Славы III степени.
Указом Президиума Верховного Совета СССР от 11 марта 1981 года за заслуги при выполнение заданий был награждён орденом Трудовой Славы II степени.
Указом Президиума Верховного Совета СССР от 10 июня 1986 года за большой личный вклад в развитие машиностроения был награждён орденом Трудовой Славы I степени.
С 1986 года работал старшим мастером. В 1996 году вышел на заслуженный отдых.
Проживал в городе Омске.
Скончался 25 февраля 2005 года. Похоронен на Старо-Северном кладбище.

## Награды и звания
- Орден Трудовой Славы — I степени (10.06.1996);
- Орден Трудовой Славы — II степени (11.03.1981);
- Орден Трудовой Славы — III степени (22.04.1975);
- Медаль «За трудовую доблесть» (29.08.1969);
- медали ВДНХ, в том числе золотая.